# Gare de Rœux
Ne doit pas être confondu avec Gare de Rœulx.
La gare de Rœux est une gare ferroviaire française de la ligne de Paris-Nord à Lille, située sur le territoire de la commune de Rœux dans le département du Pas-de-Calais, en région Hauts-de-France.
Elle est mise en service en 1846 par la Compagnie des chemins de fer du Nord.
C'est une halte voyageurs de la Société nationale des chemins de fer français (SNCF) desservie par des trains TER Hauts-de-France.

## Situation ferroviaire
Établie à 60 mètres d'altitude, la gare de Rœux est située au point kilométrique (PK) 200,760 de la ligne de Paris-Nord à Lille, entre les gares d'Arras et de Biache-Saint-Vaast.

## Histoire
La « station de Rœux » est mise en service le 1er avril 1846 par la Compagnie des chemins de fer du Nord, lorsqu'elle ouvre la section d'Arras à la frontière de sa ligne de Paris à Lille et à la frontière belge.
Le 8 juillet 1846, le Paris – Bruxelles, composé de vingt-huit voitures tractées par deux locomotives, déraille sur la commune de Fampoux, près de la gare de Rœux, en passant sur un remblai de la vallée de la Scarpe. Une partie des wagons tombent dans un marais profond. On dénombre 14 morts et cinq blessés graves parmi les voyageurs.

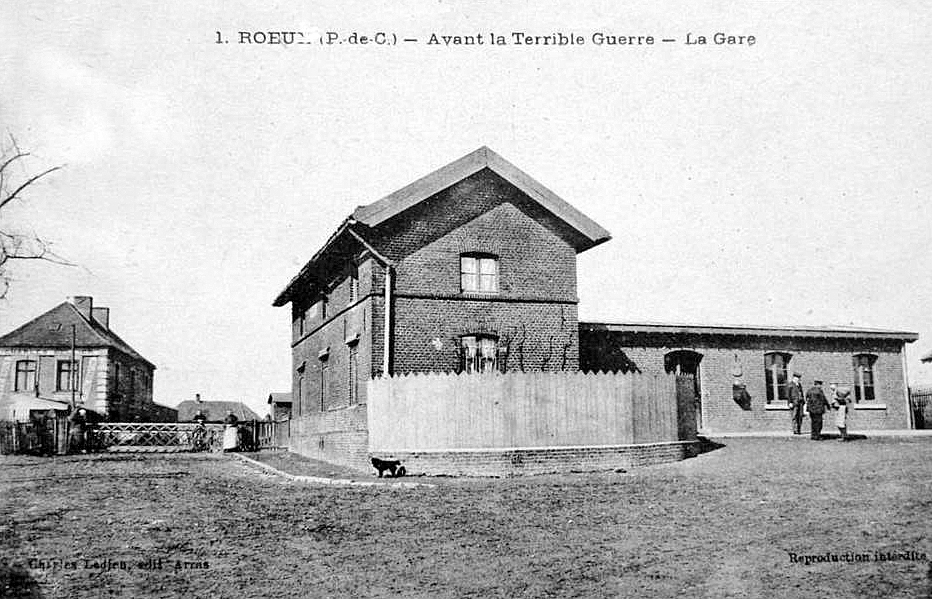
La gare vers 1900

En 1852, la station, classée 70e sur les 71 que comporte la ligne, a été utilisée par 3 400 voyageurs pour une recette s'élevant à 3 699 francs. Cette faible fréquentation ne permet pas à l'administration de l'État de faire pression sur la Compagnie pour qu'il y ait des arrêts de trains plus fréquents.
En 1881, on établit une voie de ceinture et d'empierrements. En 1882, la voie transversale est prolongée et la cour aux marchandises est empierrée. En 1883, le bâtiment voyageurs est agrandi, la voie de ceinture est allongée et un portillon est créé pour le service d'un particulier.
En 1892, les voies sont améliorées et allongées.
En 1930, le Conseil général adopte un vœu pour la reconstruction de l'abri voyageurs établi le long du quai détruit pendant la guerre. Cette demande a déjà été exprimée mais la Compagnie du Nord n'a pas daigné y répondre.
En 2022, selon les estimations de la SNCF, la fréquentation annuelle de la gare est de 23 951 voyageurs, après 17 040 en 2021, 14 871 en 2020, 21 031 en 2019, 21 018 en 2018, 23 640 en 2017, 21 341 en 2016, 23 685 en 2015 et 25 030 en 2014.

## Service des voyageurs

### Accueil
C'est une halte SNCF, point d'arrêt non géré (PANG), à accès libre.
La traversée des voies et le passage d'un quai à l'autre se font par le passage à niveau routier.

### Desserte
Rœux est desservie tous les jours par des trains TER Hauts-de-France de la relation Arras (ou Achiet) - Douai. Le samedi, un train permet de rejoindre Lille avec retour par un train circulant les dimanches et fêtes (ligne 02).

### Intermodalité
Un parking pour les véhicules y est aménagé.

Ancien bâtiment voyageurs et installations de la halte
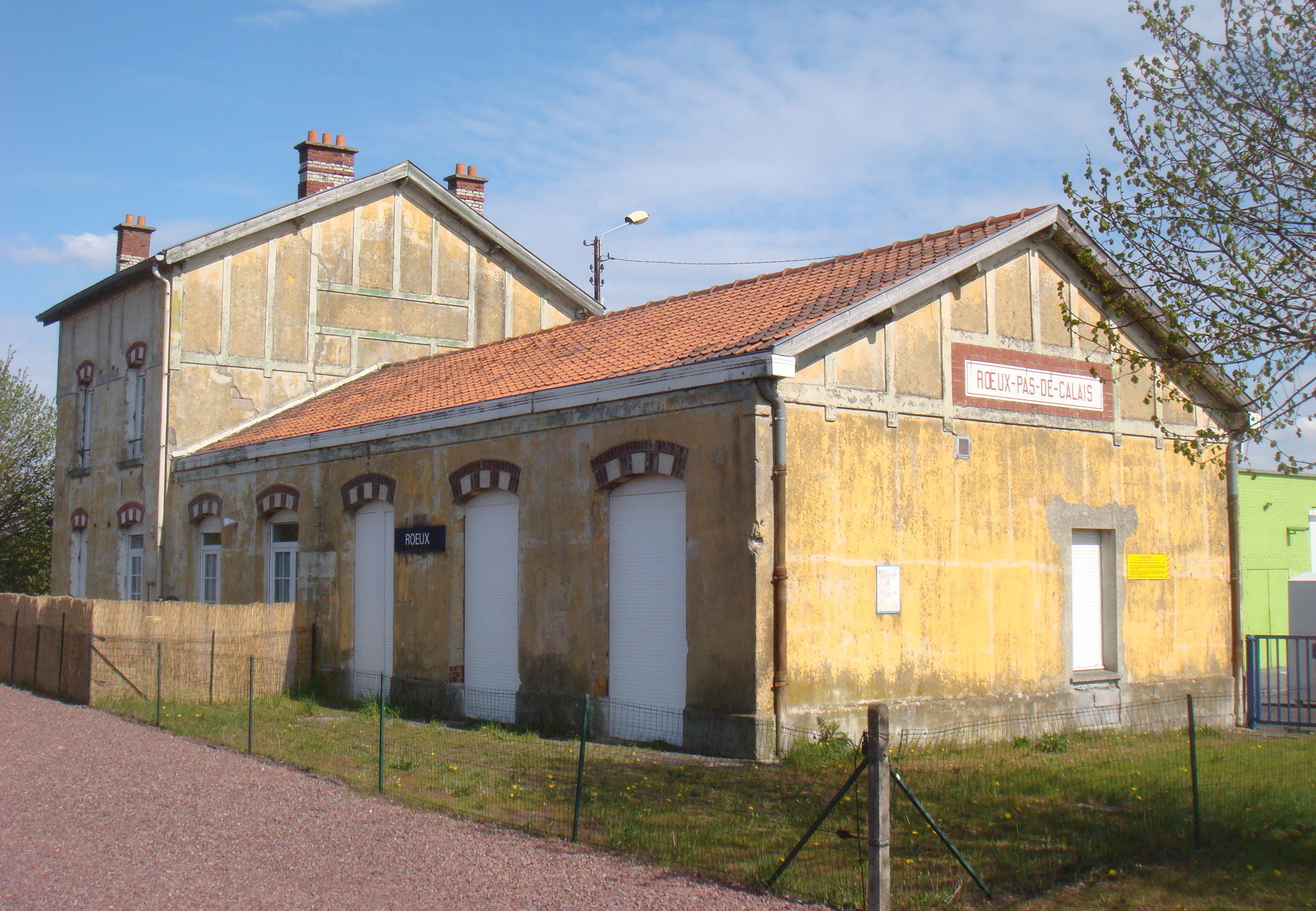
Ancien bâtiment voyageurs.
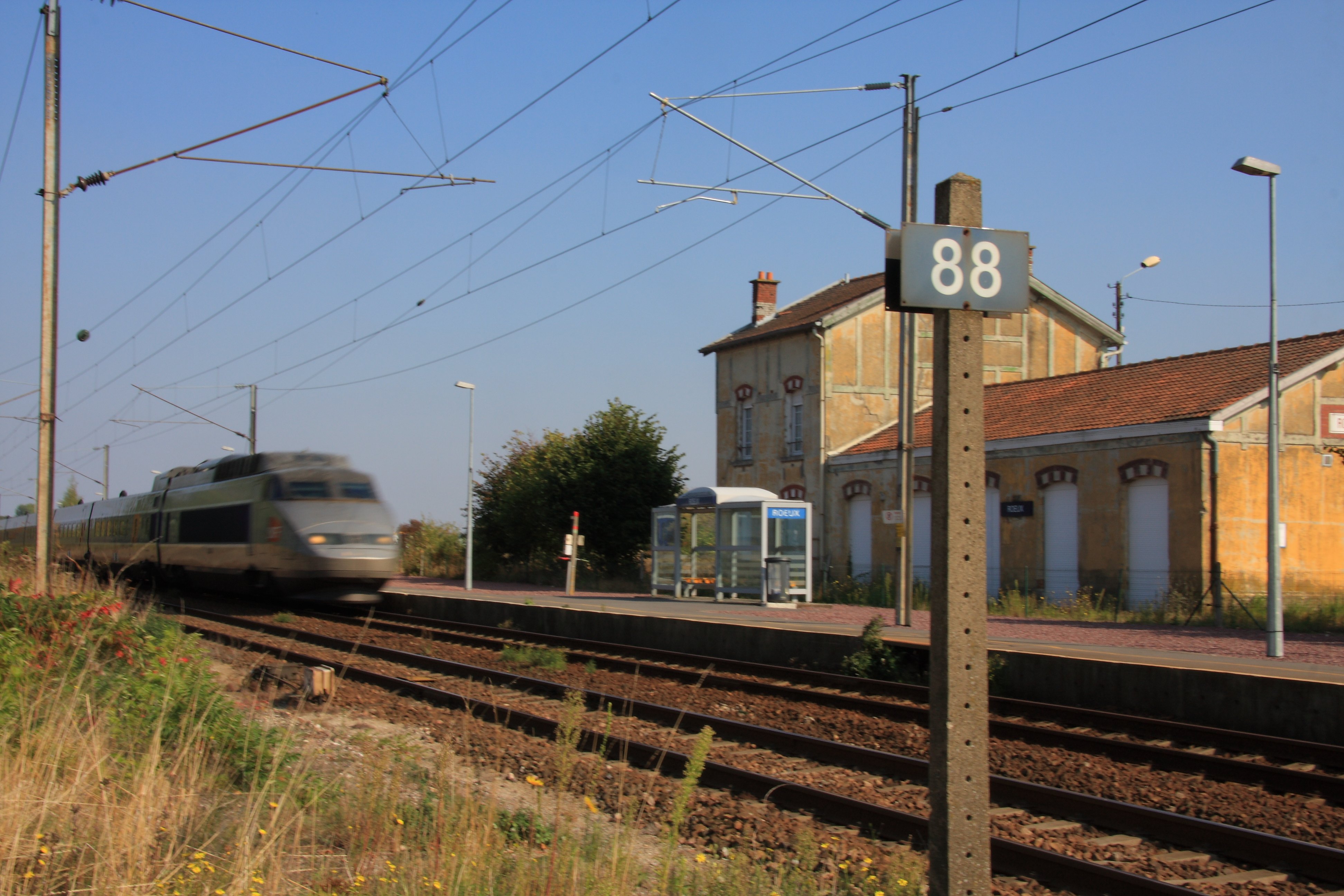
Halte, passage TGV sans arrêt.
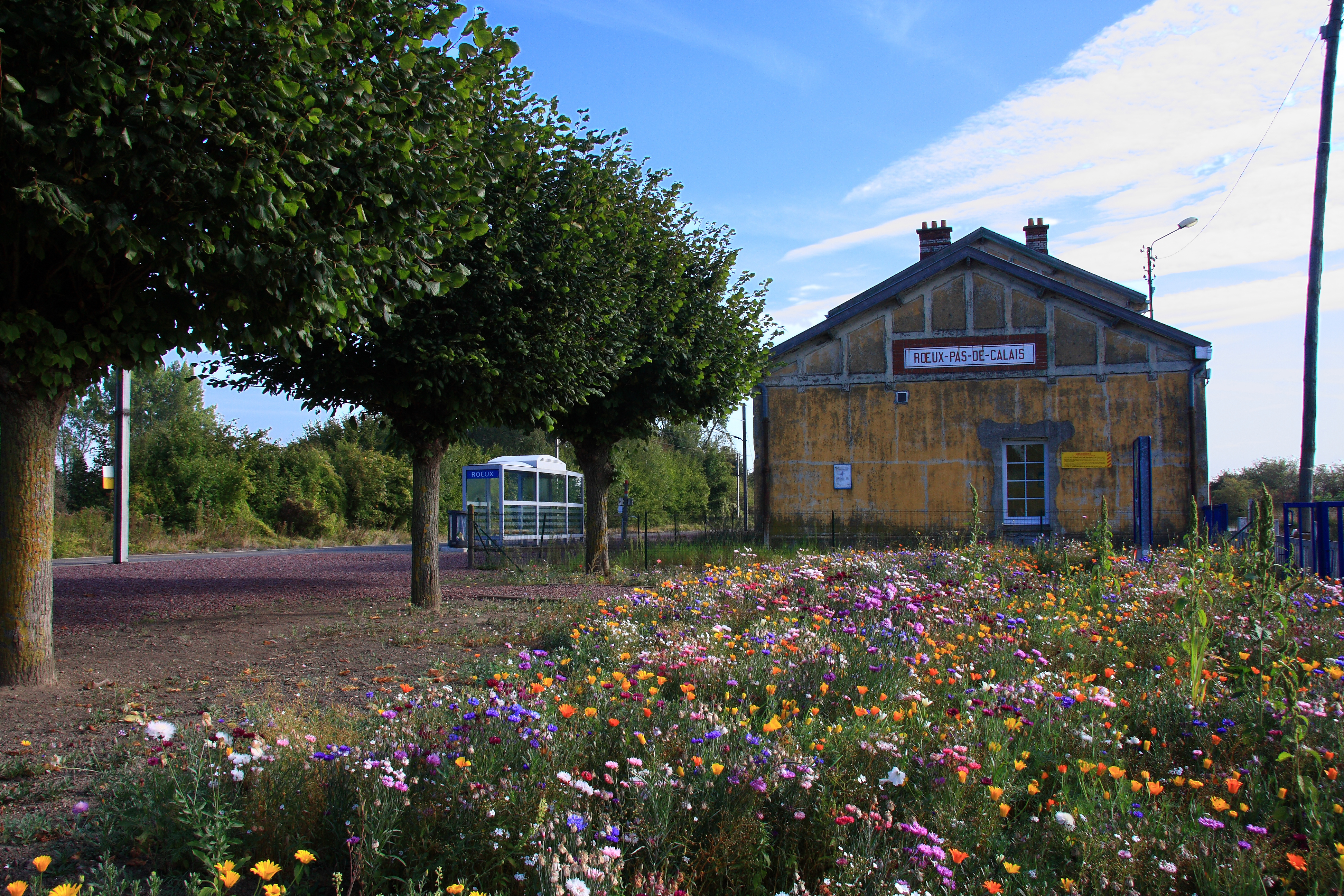
À gauche la halte.

## Patrimoine ferroviaire
L'ancien bâtiment voyageurs, désaffecté du service ferroviaire, est occupé par des logements et un cabinet médical (2013). Il s'agit d'un petit bâtiment type reconstruction édifié en remplacement de celui détruit pendant la Première Guerre mondiale. La façade est recouverte d'enduit et possède de faux colombages. L’aile basse possède cinq travées tandis que le corps de logis, de même largeur que l’aile, en possède deux. Les arcs bombés surplombant portes et fenêtres sont réalisés en briques rouges et blanches.
Dans les années 2010, le bâtiment a été rénové et sa façade repeinte en blanc et gris, conservant le nom de la gare en carreaux de céramique mais effaçant la couleur des arcs de la façade.